# 1964 YJ
1964 YJ är en asteroid i huvudbältet som upptäcktes den 31 december 1964 av Purple Mountain-observatoriet i Nanjing, Kina.
Den tillhör asteroidgruppen Eos.